# Cenogenus simpla
Cenogenus simpla är en ringmaskart som först beskrevs av Moore 1905.  Cenogenus simpla ingår i släktet Cenogenus och familjen Lumbrineridae. Inga underarter finns listade i Catalogue of Life.